# Naboua Ratieta
Naboua Ratieta (* 26. April 1938 in Banaba, Gilbert- und Elliceinseln; † 12. Juni 1986) war ein Politiker, Parteigründer und erster Chief Minister des heutigen Kiribati, der maßgeblich zur Erlangung der Souveränität des Staates beigetragen hat.

## Leben
Ratieta erhielt seine Schulbildung an der King George V School auf Tarawa, bevor er in den Zivildienst innerhalb der britischen Protektoratsverwaltung für das Protektorat der Gilbert- und Elliceinseln eintrat. 1960 wurde er zum Assistant Information Officer befördert und wurde Herausgeber der „Colony Information Notes“, dem Vorgänger des „Atoll Pioneer“.
Das erste Repräsentantenhaus wurde 1963 eröffnet, 1965 erfolgte die Gründung der ersten Partei, der Gilbertese National Party (GNP), durch Ratieta, Reuben Uatioa und anderen.
1967 wurde er in das Versammlungshaus Maneaba ni Maungatabu (House of Assembly) gewählt und wurde als Vertreter des Marakei-Atolls Mitglied des Gesetzgebungsrates im Jahr 1971. Nach seiner Wiederwahl 1974 wurde er vom Mai 1974 bis März 1978 erster Chief Minister, dem höchsten Amt vor der Souveränität. Vorgänger in der Leitung des Maneaba ni Maungatabu war Reuben Kiraua Uatioa (1924–1977) vom April 1971 bis Mai 1974 gewesen, Nachfolger als Chief Minister wurde sein politischer Gegner Ieremia Tabai von März 1978 bis 12. Juli 1979, bevor dieser der erste Präsident wurde.

## Schriften
- Naboua Ratieta: The First Gilbertese Government. In: Politics in Kiribati. Kiribati Extension Centre, Tarawa/Institute of Pacific Studies of University of the South Pacific 1980. (Politics in the Pacific. 2), S. 15–21.